# Kino Wanda w Krakowie
Kino Wanda – zlikwidowane kino w Krakowie, działające w budynku powstałym specjalnie dla kina na Stradomiu, przy ulicy św. Gertrudy 5a (dzielnica I Stare Miasto).

## Historia
Kino zostało otwarte dnia 16 listopada 1912 w specjalnie wybudowanym budynku przy ulicy św. Gertrudy 5a według projektu Samuela Manbera. Inicjatorem pomysłu wybudowania kina był galicyjski przedsiębiorca kinowy L. Kuchar ze Lwowa, natomiast kino dzierżawili Z. Blecheisen oraz M. Katz.
Początkowo licencją na zarządzanie kinem dysponowało Stowarzyszenie Opieki nad Opuszczonymi Niemowlętami im. Dzieciątka Jezus, następnie spółka z ograniczoną odpowiedzialnością „Kino Wanda”, a w okresie II wojny światowej pieczę nad kinem przejął Wydział Kinofikacji Województwa Krakowskiego. W 1990 kino powróciło pod opiekę spadkobierców dawnych właścicieli, którzy następnie w październiku tego samego roku wydzierżawili je Centrum Filmowemu „Grafitti”.
Kino przez okres działania prowadziło różnorodną działalność, oprócz uroczystych premier filmowych z udziałem reżyserów, prezentowano również w nim cykle tematyczne (m.in.: Tydzień filmów szkockich, Nowe kino brytyjskie, Tydzień filmów Gaumonta, Dni Klausa Kinskiego itp.). W 1990 w oficynie budynku uruchomiono punkt sprzedaży kaset wideo. W 2002 roku kino zostało zamknięte, a w jego budynku otwarto inne punkty, zachowano jednak neon „Kino Wanda” umieszczony na fasadzie budynku.

## Architektura
Budynek kina posiada secesyjną fasadę z mozaiką znajdującą się pośrodku. Wnętrze budynku jest pokryte polichromią. Główna sala widowiskowa kina początkowo posiadała 480 miejsc, a po remoncie przeprowadzonym w 1930 – ponad 700. Na suficie budynku, pomalowanym niebieską barwą, znajdowały się liczne lampy, imitujące rozgwieżdżone niebo. Główny ekran kinowy był o wymiarach 7×5 cm i był posrebrzany, co było nowością na owe czasy.
W okresie kolejnych lat z prawej strony ekranu (przy której znajdowała się również poczekalnia) dobudowano balkon o długości około 5 metrów, przeznaczony dla orkiestry w okresie filmu niemego (później balkon wyburzono). W kolejnych latach budynek był wielokrotnie remontowany, natomiast remont po którym budynek osiągnął współczesny wygląd odbył się w 1980.
6 marca 1996 roku budynek kina Wanda został wpisany do rejestru zabytków. Znajduje się także w gminnej ewidencji zabytków.